# Estação 14th Street (PATH)
14th Street é uma estação no sistema PATH. Localizada na interseção entre a 14th Street e a Sexta Avenida no bairro de Chelsea em Manhattan, Nova Iorque, é servida pelas rotas Hoboken–33rd Street e Journal Square–33rd Street nos dias de semana, e Journal Square–33rd Street (via Hoboken) nos finais de semana.

## Leiaute da estação
A estação foi aberta em 25 de fevereiro de 1908 e tem duas plataformas laterais, que não são conectadas por uma passagem. A plataforma sul compartilha um mezanino com a estação da linha da Sexta Avenida do IND na 14th Street, mas a norte tem uma saída direta para a rua. A plataforma sul foi revitalizada em 1986.

## Estação 19th Street
Ao norte da 14th Street está a estação 19th Street, que foi o terminal norte original da Hudson and Manhattan Railroad. Foi aberta em 25 de fevereiro de 1908, e fechada em agosto de 1954.